# Beryl Penrose
Beryl Penrose Collier, avstralska tenisačica, * 22. december 1930, Sydney, Avstralija.
Največji uspeh v karieri je dosegla z zmago v posamični konkurenci na turnirju za Prvenstvo Avstralije leta 1955, ko je v finalu premagala Thelmo Coyne Long, na turnirjih za Amatersko prvenstvo Francije se je najdlje uvrstila v četrtfinale leta 1955, kot tudi na turnirjih za Prvenstvo Anglije istega leta. V konkurenci ženskih dvojic je še dvakrat osvojila Prvenstvo Avstralije skupaj z Mary Bevis Hawton ter še enkrat v konkurenci mešanih dvojic skupaj z Nealom Fraserjem.

## Finali Grand Slamov

### Posamično (1)

#### Zmage (1)
| Leto | Turnir               | Nasprotnica v finalu | Rezultat finala |
| 1955 | Prvenstvo Avstralije | Thelma Coyne Long    | 6–4, 6-3        |

### Ženske dvojice (2)

#### Zmage (2)
| Leto | Turnir                   | Partnerica        | Nasprotnici v finalu                | Rezultat finala |
| 1954 | Prvenstvo Avstralije     | Mary Bevis Hawton | Julia Wipplinger Hazel Redick-Smith | 6–3, 8–6        |
| 1955 | Prvenstvo Avstralije (2) | Mary Bevis Hawton | Nell Hall Hopman Gwen Thiele        | 7–5, 6–1        |

### Mešane dvojice (1)

#### Zmage (1)
| Leto | Turnir               | Partner      | Nasprotnika v finalu          | Rezultat finala |
| 1955 | Prvenstvo Avstralije | Neale Fraser | Mary Bevis Hawton Roy Emerson | 6–2, 6–4        |